# Pałac Rudno
Pałac Rudno – klasycystyczny pałac w Rudnie, w powiecie otwockim, w gminie Kołbiel, zaprojektowany przez architekta Hilarego Szpilowskiego na zlecenie Marcina Chrzanowskiego. Pałac do października 1944 należał do właścicieli prywatnych a następnie po II wojnie światowej został przejęty przez państwo i od 2001 ponownie w rękach właściciela prywatnego, który w latach 2003-2005 przeprowadził gruntowny remont.

## Historia
Około 1800 na zlecenie Marcina Chrzanowskiego, chorążego warszawskiego, wybudowano pałac, który po jego śmierci w 1911 przeszedł na własność wdowy po nim, Józefy z Szemplińskich, a następnie na córkę Zuzanę po mężu Markowską, która przekazała pałac synowi Władysławowi Markowskiemu. Od początku XX w. pałac wraz z dobrami należał do Zygmunta Świętochowskiego, a później do października 1944 do jego syna Romana Świętochowskiego, od 1945 własność państwa (przez kilka lat siedziba szkoły podstawowej, która doprowadziła do dewastacji budynku wymagającej remontu). Od 2001 prywatny właściciel.
Pałac jest siedzibą fundacji Moniki Gawrylak „Być więcej" wspierającej i promującej twórczość artystyczną i pomagającej w rozwoju zawodowym artystów.

## Architektura
Klasycystyczny pałac posadowiony na planie prostokąta, zbudowany z cegły, otynkowany składający się z dwóch kondygnacji z podpiwniczeniem przekryty dachem czterospadowym początkowo krytym blachą, którą po remoncie w latach 2003-2005 zastąpiono dachówką.
Elewacja frontowa 9 osiowa z 3 osiowym czterokolumnowym portykiem toskańskim w wielkim porządku zorientowanym centralnie, który zwieńczony jest frontonem. Elewację urozmaicają narożne lizeny i trójkątne naczółki nadokienne na parterze. Elewacja ogrodowa z dwoma ryzalitami z umieszczonym między nimi tarasem. Narożnik jednego z ryzalitów (północno-wschodni) przebity został na obu kondygnacjach małymi loggiami-balkonami, otwierając wnętrza pierwszego piętra na park. Podczas remontu w latach 2003-2005 wymieniono stropy, stolarkę okienna i drzwiową, stworzono poddasze użytkowe, w piwnicach zbudowano basen i saunę a elewacje ogrodową wzbogacono przez dobudowanie oranżerii.
Na parterze za portykiem znajduje się półkolista sień biegnąca przez dwie kondygnacje pierwotnie z drewnianymi schodami, aktualnie marmurowe, prowadzącymi na pierwsze piętro. Pierwotnie na parterze znajdowało się jedenaście izb z kuchnią i spiżarnią w części południowo-zachodniej, które to oba pomieszczenia podobnie jak pokoik w narożniku ryzalitu północno-wschodniego nakryte są sklepieniami kolebkowymi. Pozostałe pomieszczenia parteru przekryte są płaskimi otynkowanymi stropami.
Na piętrze pierwotnie znajdowało się dziewięć izb, między innymi sala balowa na planie litery L, przedzielona czterema kolumnami doryckimi (trzy z nich były drewniane a czwarta murowana zawierała kanał odprowadzający dym z pieców na niższej kondygnacji.

## Park
Pozostałości po parku krajobrazowym z nielicznymi okazami starodrzewu.